# 스포르팅 산미겔리토
스포르팅 산미겔리토(Sporting San Miguelito)는 산미겔리토를 연고를 하는 파나마의 축구팀이다. 현재 리가 파나메냐에 참가하고 있다.

## 우승
- 리가 파나메냐: 1

2013C
- 리가 나시오날 데 아스센소: 1

1996–97

## 선수 명단

### 현역
- 가브리엘 토레스(2023 ~ )
- 발렌틴 피멘텔(2021 ~ )
- 호를리안 산체스(2016 ~ 2017, 2021, 2022 ~ )

### 역대
틀:리가 파나메냐